# Остфильдерн
Остфильдерн (нем. Ostfildern, алем. нем. Oschtfilder) — город в Германии, в земле Баден-Вюртемберг.
Подчинён административному округу Штутгарт. Входит в состав района Эсслинген. Население составляет 36 327 человека (на 30 июня 2011 года). Занимает площадь 22,81 км². Официальный код — 08 1 16 080.

## География
Город раскинулся в восточной части плодородной возвышенности Фильдер (нем.), расположенной юго-восточнее Штутгарта. Благодаря такому географическому положению город и получил при образовании своё название, которое можно перевести как «Восточные поля».

## История
Город был образован 1 января 1975 года путём объединения нескольких самостоятельных общин, входящих в земельный район Эсслинген, в одну общину: Нэллинген, Руит, Кемнат и Шарнхаузен. 1 января 1976 года община получила статус города, а ещё через 7 месяцев статус крупного районного города. Остфильдерн занимает 6 место среди крупнейших городов в земельном районе Эсслинген.
На сегодняшний день город состоит из 6 районов: помимо 4 уже названных, в городе появились городские районы Паркзидлюнг (отделился от района Нэллинген и официально получил свой статус в 2006 году) и Шарнхаузер Парк (самый молодой и новый район города, возникший путём застройки в 1990—2000-х годах свободной территории, входящей в состав города).
| Герб  | Герб района Кемнат | Герб района Нэллинген | Нет своего герба | Герб района Руит | Герб района Шарнхаузен | Нет своего герба |
| Район | Кемнат             | Нэллинген             | Паркзидлюнг      | Руит             | Шарнхаузен             | Шарнхаузер Парк  |

## Города-побратимы
- Райнах (Швейцария, с 1965)
- Хоэнемс (Австрия, с 1965)
- Монлюэль (Франция, с 1978)
- Мирандола (Италия, с 1986)
- Полтава (Украина, с 1988)
- Бирава[нем.] (Польша, с 1992)